# Ліпопротеїни проміжної щільності
Ліпопротеїни проміжної щільності, ліпопротеїни проміжної густини (ЛППЩ, ЛППГ, англ. intermediate-density lipoproteins, IDL) належать до сімейства ліпопротеїдних частинок і утворюються в результаті деградації ліпопротеїнів дуже низької щільності, а також ліпопротеїнів високої щільності. ЛППЩ є однією з п'яти основних груп ліпопротеїнів (хіломікрони, ЛПДНЩ, ЛППЩ, ЛПНЩ, ЛПВЩ), які забезпечують переміщення жирів і холестерину у водному розчині крові.
Кожна нативна частинка ЛППЩ складається з білка, який оточує різні ліпіди, дозволяючи цим ліпідам, як водорозчинним частинкам, подорожувати у водному середовищі крові як частина системи транспорту жиру в організмі. Їх розмір, як правило, становить 25-35 нм в діаметрі, і вони містять переважно ряд тригліцеридів і ефірів холестерину. Вони виводяться з плазми в печінку шляхом рецептор-опосередкованого ендоцитозу або далі розкладаються печінковою ліпазою з утворенням частинок ЛПНЩ.
Хоча можна інтуїтивно припустити, що «проміжна щільність» означає щільність між ліпопротеїнами високої та низької щільності, насправді це стосується щільності між ліпопротеїнами низької щільності та дуже низької щільності. Загалом ЛППЩ, дещо подібний до ліпопротеїнів низької щільності (ЛПНЩ), транспортує різні тригліцериди жирів і холестерину і, як ЛПНЩ, також може сприяти зростанню атероми.
ЛПДНЩ — це великий, багатий на тригліцериди ліпопротеїн, що виділяється печінкою, який транспортує тригліцериди до жирової тканини та м'язів. Тригліцериди в ЛПДНЩ видаляються в капілярах за допомогою ферменту ліпопротеїнліпази, і ЛПДНЩ повертаються в кровообіг у вигляді меншої частинки з новою назвою — ліпопротеїни проміжної щільності (ЛППЩ). Частинки ЛППЩ втратили більшу частину своїх тригліцеридів, але вони зберегли ефіри холестерину. Деякі з частинок ЛППЩ швидко поглинаються печінкою; інші залишаються в кровообігу, де вони піддаються подальшому гідролізу тригліцеридів печінковою ліпазою та перетворюються на ЛПНЩ.
Відмінною рисою частинок ЛППЩ є вміст у них кількох копій рецепторного ліганду ApoE на додаток до однієї копії ApoB-100. Кілька копій ApoE дозволяють ЛППЩ зв'язуватися з рецептором ЛПНЩ з дуже високою спорідненістю. Коли ЛППЩ перетворюється на ЛПНЩ, ApoE залишає частинку, і залишається лише ApoB-100. Після цього спорідненість до рецептора ЛПНЩ значно знижується.